# Maestranza aérea
Reciben en España el nombre de maestranza aérea aquellas instituciones dedicadas al mantenimiento de los sistemas de armas (aviones) del Ejército del Aire. Las maestranzas aéreas están ubicadas junto a bases aéreas y constituyen una pieza fundamental en la estructura del Ejército del Aire, garantizando su funcionamiento. 
Su actividad se centra básicamente en los trabajos de ingeniería, mantenimiento y abastecimiento con el objeto de que el ejército disponga del mayor número de aviones disponibles y de la mayor operatividad precisa. Los aviones se desmontan para revisar los equipos con el fin de proceder a su restauración y se vuelven a montar.
Las instalaciones de las maestranzas en España están compuestas, a grandes rasgos, por hangares, talleres, laboratorios, almacenes y zonas de estacionamiento de aviones.
La plantilla de una maestranza está integrada por personal civil y personal militar. El personal, altamente cualificado, recibe una formación más avanzada en la Academia General del Aire tras ingresar al ejército. 
Otra de las características más destacadas de las maestranzas es su fuerte potencial en tecnologías aeronáuticas, contando con los mejores equipos del sector en el ámbito militar. 
Las maestranzas aéreas del Ejército del Aire de España dependen orgánicamente del Mando Aéreo General (MAGEN) y operativamente del Mando de Apoyo Logístico (MALOG). Existen tres maestranzas aéreas en España:
- Maestranza Aérea de Albacete (MAESAL).[3][2] Es la maestranza aérea más importante y mejor dotada tecnológicamente de España.[4][5] El mantenimiento de aviones y equipos que se lleva a cabo en la maestranza de Albacete es el de mayor nivel (tercer escalón). Fue fundada en 1939 y está ubicada junto a la Base Aérea de Los Llanos. Sus instalaciones ocupan una superficie de más de 470 000 metros cuadrados.

- Maestranza Aérea de Madrid (MAESMA):[6] Ubicada en la Base Aérea de Cuatro Vientos, fue creada en 1940.

- Maestranza Aérea de Sevilla (MAESE).[7] Fundada en 1926, tiene dos sedes, tanto en el Acuartelamiento Aéreo de Tablada como en el Aeropuerto de San Pablo. Además del mantenimiento de los aviones, se encarga de expedir y renovar certificados militares de aeronavegabilidad de las aeronaves españolas desplegadas en la base de Rota (Cádiz) así como de la fundación Vara del Rey en Corral de Ayllón (Segovia).